# Grete Teege
Erna Margarethe (Grete) Luise Teege (geb. Stähr; * 29. Oktober 1893 in Berlin, Deutsches Reich; † 12. April 1959 in Frankfurt am Main) war eine hessische Politikerin (SPD) und Abgeordnete des Hessischen Landtags.

## Leben
Teeges Eltern waren Walerra Lucia Stähr geb. Boguslanski (katholisch) und der Dreher Georg Wilhelm Stähr (evangelisch). Sie wurde in deren Wohnung in der Pasewalker Straße 11 in Berlin-Wedding geboren.

### Ausbildung und Beruf
Grete Teege besuchte eine Volksschule, eine Höhere Schule und machte an einer Handelsschule eine Ausbildung zur kaufmännischen Korrespondentin. 1931 bis 1937 war sie Abteilungsleiterin in einer Treuhandgesellschaft. 1938 bis 1939 arbeitete sie als Leiterin einer Handelsvertretung. Seit 1939 war Teege Firmeninhaberin.

### Politik
Grete Teege war 1921 bis 1933 Mitglied und Funktionärin der SPD. Ab 1945 engagierte sie sich erneut in der SPD und war Vorstandsmitglied der SPD Frankfurt-Nordwest, Aufsichtsratsmitglied der Arbeiterwohlfahrt, Mitglied des SPD-Hauptvorstandes in Frankfurt am Main und Vorstandsmitglied der SPD Frauengruppe in Frankfurt.
Vom 15. Juli 1946 bis 30. November 1946 war sie Mitglied der Verfassungberatenden Landesversammlung Groß-Hessen. Nach dem Ausscheiden von Wilhelm Apel rückte sie vom 13. Mai 1950 bis 30. November 1950 für einige Monate in den Hessischen Landtag nach.

### Ehrenamt
Teege war Mitglied im ersten Staatsgerichtshof des Landes Hessen: Sie wurde am 13. Oktober 1948 vom Hessischen Landtag für eine Legislaturperiode zum stellvertretenden nicht richterlichen Mitglied gewählt und hatte das Amt bis 1950 inne.

### Privatleben
1921 heiratete sie in Kiel Arno August Teege, der 1931 starb.